# Résolution 1447 du Conseil de sécurité des Nations unies
Membres permanents
- Chine
- États-Unis
- France
- Royaume-Uni
- Russie

Membres non permanents
- Bulgarie
- Cameroun
- Colombie
- Guinée
- Irlande
- Mexique
- Maurice
- Norvège
- Singapour
- Syrie

Résolution no 1446 Résolution no 1448
La résolution 1447 du Conseil de sécurité des Nations unies a été adoptée à l'unanimité le 4 décembre 2002. Après avoir rappelé toutes les résolutions précédentes sur l'Irak, y compris la résolution 986 (de 1995), la  résolution 1284 (de 1999), la résolution 1352 (de 2001), la résolution 1360 (de 2001), la résolution 1382 (de 2001) et la résolution 1409 (de 2002) concernant le programme Pétrole contre Nourriture, le Conseil, agissant en vertu du Chapitre VII de la Charte des Nations unies, a prolongé de 180 jours les dispositions relatives à l'exportation de pétrole ou de produits pétroliers iraquiens en échange d'une aide humanitaire.
Le Conseil de sécurité était convaincu de la nécessité d'une mesure temporaire pour fournir une aide humanitaire au peuple iraquien jusqu'à ce que le gouvernement iraquien remplisse les dispositions des résolutions 687 (de 1991) et 1284, et distribue également l'aide dans tout le pays. Il a réaffirmé l'attachement de tous les États à la souveraineté et à l'intégrité territoriale de l'Irak et à sa détermination à améliorer la situation humanitaire.
Agissant en vertu du Chapitre VII de la Charte des Nations unies, le programme Pétrole contre Nourriture, à sa treizième étape, a été prorogé de 180 jours supplémentaires à compter de 00 h 01 HNE le 5 décembre 2002. Les ajustements à la liste d'examen des marchandises seraient examinés et décidés dans les 30 jours suivant l'adoption de la résolution actuelle. Le Secrétaire général Kofi Annan a été prié de faire un rapport d'ici la fin des 180 jours sur la question de savoir si le gouvernement iraquien avait distribué l'aide de manière égale et une évaluation de la mise en œuvre de la liste d'examen des marchandises.
Les États-Unis avaient retiré un projet de résolution demandant une prolongation supplémentaire de 14 jours du programme tandis que de nouvelles discussions pourraient avoir lieu concernant les modifications de la liste des marchandises,.